# Chorisoneura albifrons
Chorisoneura albifrons är en kackerlacksart som beskrevs av Karlis Princis 1951. Chorisoneura albifrons ingår i släktet Chorisoneura och familjen småkackerlackor. Inga underarter finns listade i Catalogue of Life.